# Uovo con pavone
L'Uovo con pavone è una delle uova imperiali Fabergé, un uovo di Pasqua gioiello che l'ultimo Zar di Russia, Nicola II donò a sua madre, l'Imperatrice vedova Marija nel 1908.
Fu fabbricato a San Pietroburgo sotto la supervisione di Henrik Wigström, per conto del gioielliere russo Peter Carl Fabergé, della Fabergè; il pavone meccanico fu realizzato da Semion Dorofeiev che, inclusi i prototipi, impiegò tre anni.
Sulla fattura emessa da Fabergè, pagata il 3 maggio c.g. 1908, è indicato:

## Proprietari
Dopo la caduta della dinastia Romanov causata dalla Rivoluzione russa l'uovo, come molti altri tesori imperiali, fu confiscato dal Governo Provvisorio Russo e nel 1917 inviato al Palazzo dell'Armeria; nel 1922 fu trasferito insieme ad altri preziosi al Sovnarkom per essere venduto.
Attorno al 1927 fu una delle nove uova vendute dall'Antikvariat ad Emanuel Snowman della gioielleria Wartski, di Londra. 
Acquistato da un certo signor Hirst nel 1935, fu venduto a Maurice Sandoz nel 1949, alla morte di quest'ultimo, nel 1958, l'uovo entrò a far parte della Collection of the late Dr. Maurice Sandoz, nel 1977 passò alla Collection Edouard and Maurice Sandoz, Svizzera e poi nel 1995 alla  Fondation Edouard et Maurice Sandoz di Losanna.

## Descrizione
Le due metà di cristallo dell'uovo sono inserite in una montatura d'argento dorato, cesellata in volute rococò che permette loro di chiudersi con un fermaglio sulla parte superiore, esse recano incise una il monogramma coronato di Marija Fëdorovna, l'altra la data 1908, ed entrambe una fascia di volute vicino al bordo.
Tutto poggia su un supporto d'argento dorato formato da volute cesellate in stile rococò.

### Sorpresa
All'interno dell'uovo vi è un pavone meccanico d'oro smaltato, appollaiato tra i rami di un albero d'oro cesellato con fiori di smalto e pietre preziose.
Il pavone può essere tolto dall'albero e se caricato e posto su una superficie piana, cammina impettito, muove la testa e, a intervalli, apre e chiude la coda smaltata multicolore.

## Ispirazione

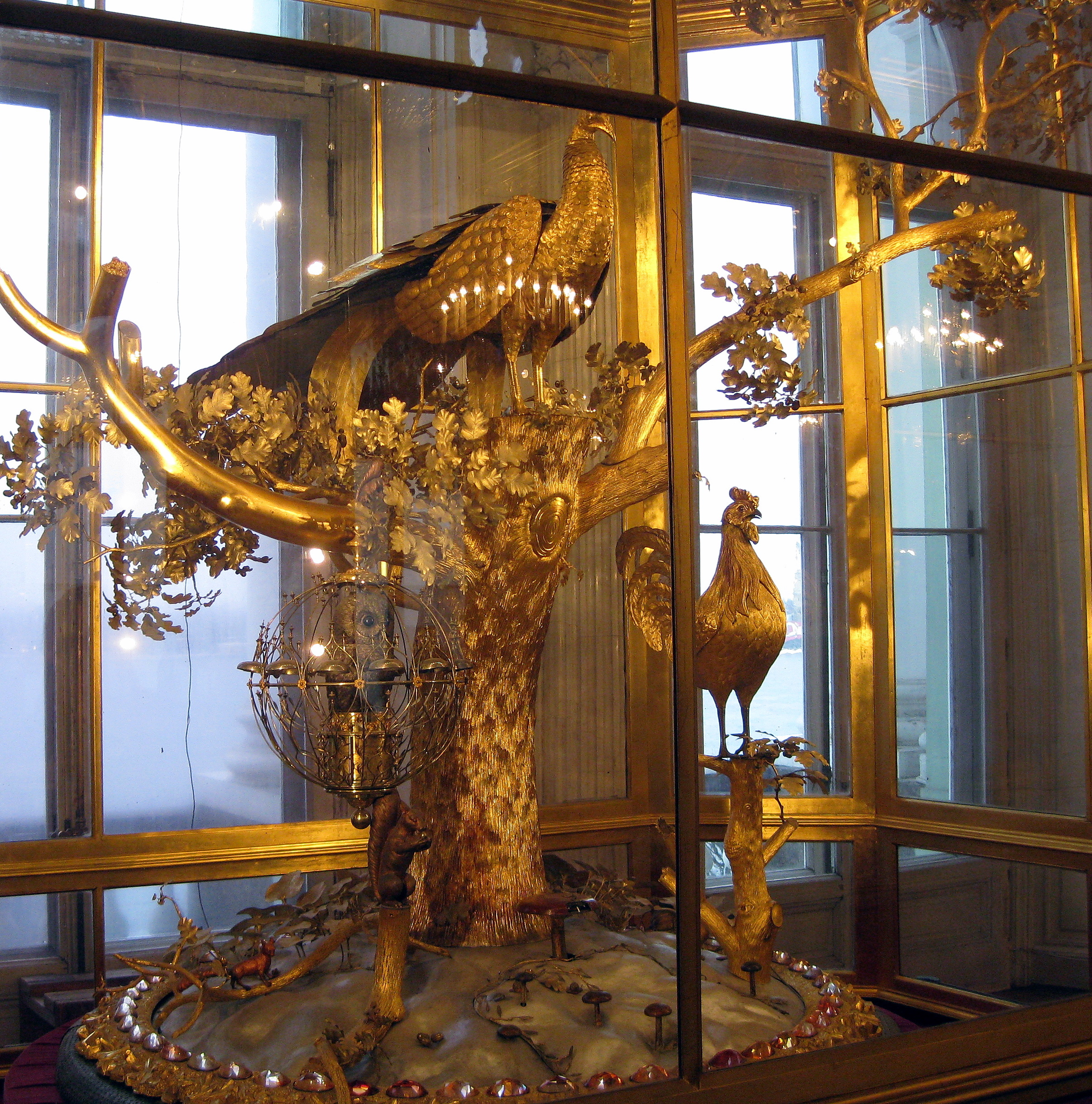
Orologio del Pavone.

L'Uovo con pavone è ispirato all'Orologio del Pavone realizzato nel XVIII secolo da James Cox e tuttora visibile all'Ermitage di San Pietroburgo.
Anche Le Paon Marchant realizzato alla fine del XIX secolo dalla ditta parigina Roullet et Decamps potrebbe essere stato preso a modello.